# William Heffernan
Pour les articles homonymes, voir Heffernan.
William Heffernan, né le 22 août 1940, à New Haven, Connecticut, est un auteur américain de roman policier.

## Biographie
Il est pendant plusieurs années un journaliste d’enquête pour le compte du New York Daily News. Pour ses reportages, il est nommé à trois reprises pour le Prix Pulitzer et reçoit de nombreux prix et distinctions, notamment le Robert F. Kennedy Journalism Award (en).
Il abandonne le journalisme en 1978 après avoir obtenu un contrat pour rédiger son premier roman policier Broderick, paru en 1980. Suivront deux autres titres avant la publication de Blood Rose (1988), où apparaît son héros récurrent, l’inspecteur Paul Devlin de la brigade criminelle de New York. En 1993, l’association des Mystery Writers of America décerne au quatrième titre de la série, Tarnished Blue, un Edgar. Dans ce roman, Devlin est chargé de découvrir le meurtrier du capitaine Joe « Little Bat » Battaglia de l’escouade contre le crime organisé, un policier gay, dont le père est le sénateur Tony « Big Bat » Battaglia. Et pour l’aider dans cette affaire, il doit faire équipe pour la toute première fois avec la brillante détective lesbienne Sharon Levy. Dans L’Ange rouge (1999), il s’attaque à une affaire complexe impliquant la pègre new-yorkaise quand Adrianna Mendez, sa petite amie, lui demande de l’accompagner à La Havane où est hospitalisée sa tante Maria, un médecin qui a consacré sa vie à soigner les pauvres. Mais une fois sur place, ils apprennent que Maria est morte, et que le corps de celle qu’on surnomme l’Ange rouge a disparu. Dans La nonne était une mule (2000), Devlin enquête cette fois sur des membres de l’Église catholique après la mort suspecte d’une religieuse soupçonnée de faire partie d’un réseau de contrebande de cocaïne en provenance de Colombie, puis de l’assassinat d’un prêtre qui était pourtant en train de mourir du Sida.
William Heffernan réside au Vermont.

## Œuvre

### Romans

#### SérieInspecteur Paul Devlin
- Blood Rose (1988)
- Ritual (1989)
- Scarred (1992)
- Tarnished Blue (1993)
- Winter's Gold (1995)
- Red Angel (1999) Publié en français sous le titre L’Ange rouge, Paris, Éditions du Masque, 2004
- Unholy Order (2000) Publié en français sous le titre La nonne était une mule, Paris, Librairie des Champs-Élysées, Le Masque no 2506, 2007

#### Autres romans
- Broderick (1980)
- Caging the Raven (1981)
- Acts of Contrition (1986)
- Corsican Honor  (1991)
- The Dinosaur Club (1997)
- Cityside (1997)
- Beulah Hill (2000)
- A Time Gone By (2003)
- The Dead Detective (2010)
- When Johnny Came Marching Home (2012)

## Prix et distinction
- 1993 : Edgar décerné au meilleur policier publié en poche pour Tarnished Blue.

## Sources
- Jacques Baudou et Jean-Jacques Schleret, Le Vrai Visage du Masque, vol. 1, Paris, Futuropolis, 1984, 476 p. (OCLC 311506692), p. 147.